# Анатоль Вольний
Анатоль Вольний (справж. — Анатоль Юсти́нович Ажгіре́й, 2 грудня 1902, с. Пуховичі, Ігуменський повіт, Мінська губернія, Білорусь — 29 жовтень 1937 Мінськ, в'язниця НКВС, Білорусь) — білоруський поет, прозаїк, журналіст, кінодраматург. Один із засновників пригодницького жанру в білоруській прозі.
Заслужений діяч мистецтв Білорусі (1935).

## Життєпис
Народився 2 грудня 1902 в сім'ї службовця Юстина Ажгірея. Після закінчення початкової школи, в 1911 вступив до Ігуменської гімназії. У 1920-1921 служив добровольцем у армії, брав участь у
боях з польськими військами. Після демобілізації працював редактором газети «Юный пахарь» (з 1924 — «Малады араты»). Навчався в Білоруському державному університеті.

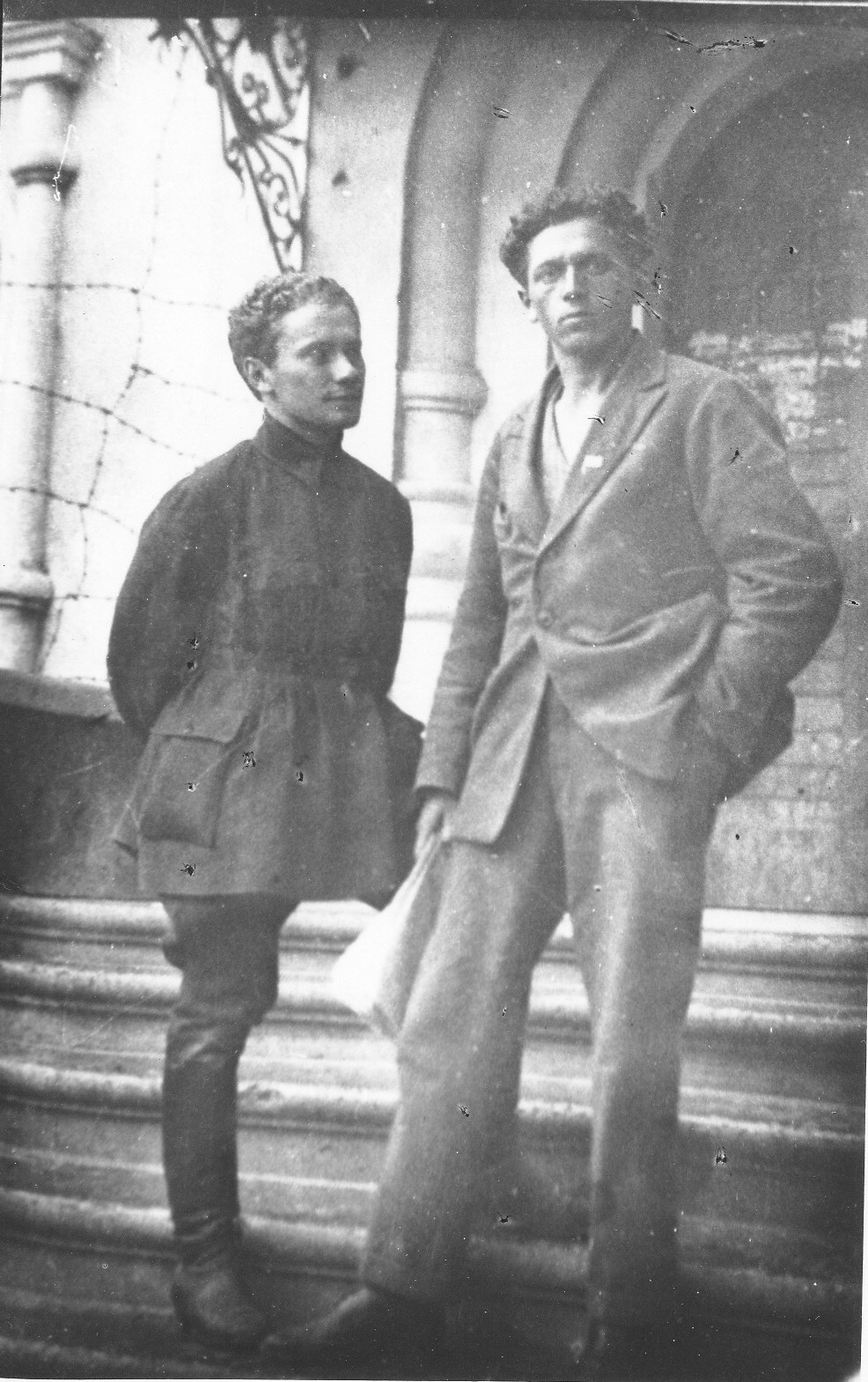
Анатоль Вольний і Міхась Чарот, 1925, Мінськ

У 1920-1930-х був активним учасником літературно-мистецького руху в Білорусі. У 1923 став одним з ініціаторів створення літературного об'єднання «Маладняк», перший редактор її однойменного часопису. З 1928 — у «Полымі». З 1934 — член Спілки письменників Білорусі.
Був одружений, виховував дитину. Заарештований 4 листопада 1936 року в Мінську за адресою: вул. М. Горького, д. 4, кв. 6. Засуджений позасудовим каральним органом НКВС 28 жовтня 1937 як «член контрреволюційної організації» до вищої міри покарання з конфіскацією майна. Розстріляний 29 жовтня 1937 року в тюрмі НКВС. Реабілітований військовою колегією Верховного суду 3 грудня 1957.

## Творчість

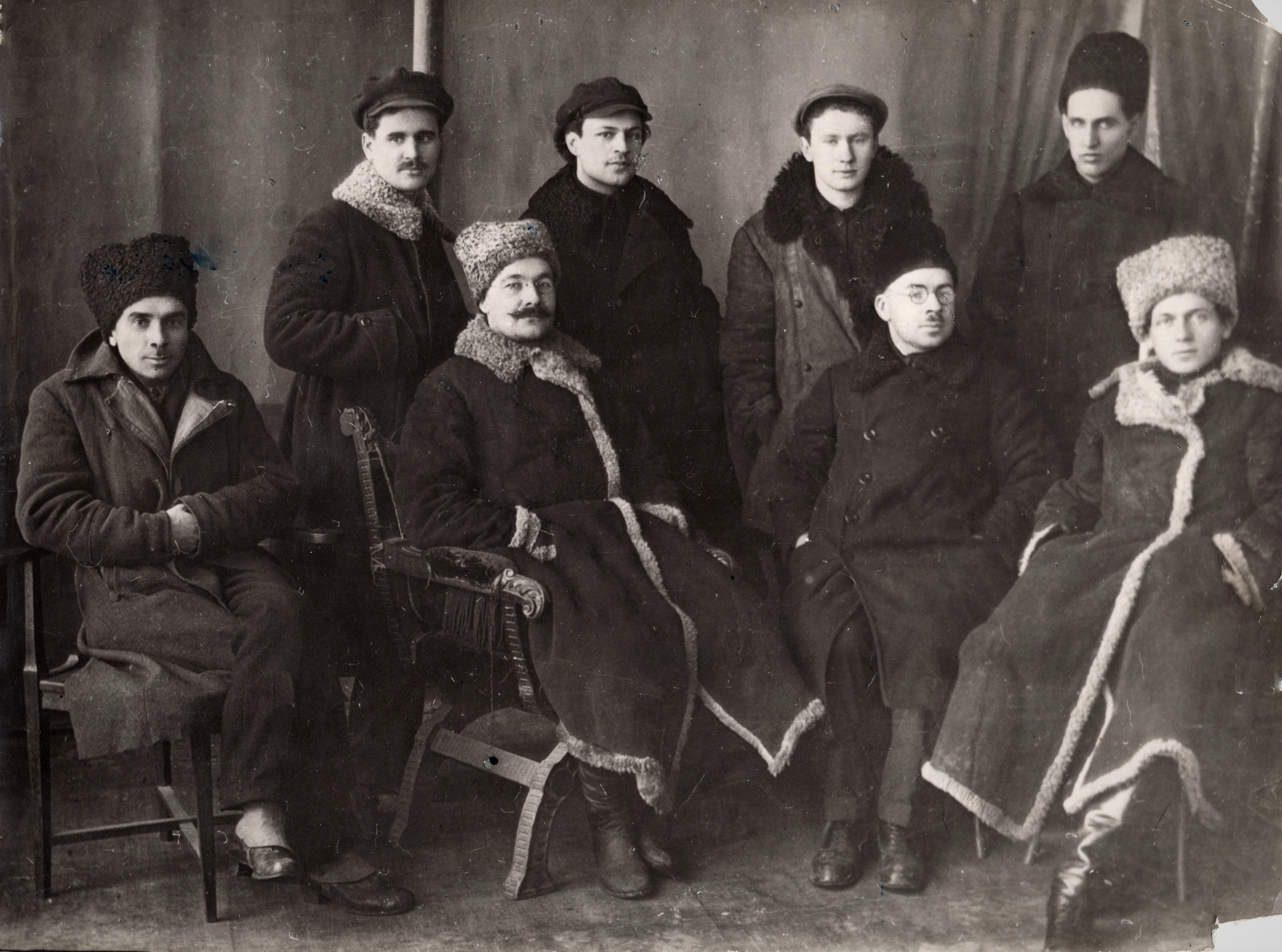
Делегати Першої Всесоюзної конференції Асоціації пролетарських письменників СРСР, представники України та Білорусі. Зліва-направо, сидять: Микола Хвильовий, Сергій Пилипенко, Цішка Гартний, Адам Бабарека. Стоять: Григорій Епік, Міхась Чарот, Анатоль Вольний, Микола Христовий. Москва, 6 січня 1925 р.

Письменницьку діяльність почав у 1920 р. Видав збірки поезій «Чарнакудрая радасьць» (1926), «Табе» (1927).
У 1925 вийшов роман «Ваўчаняты» (у співавторстві з А. Александровичем і А. Дударом). Автор повістей «Два» (1925), «Антон Савіцкі». «Зборнік фэльетонаў» (1927) і книга гуморесок і фельєтонів «Суседзі» (1932) выйшли під псевдонімом «Алёша».
Написав п'єси, драматизовані агітжарти («Калі дзяк гаворыць праўду», «Міколка», «У агранома» — 1924), комедію «Ратуй, божа!» (з Р. Кобецом, 1932). Виступав і як кінодраматург — за його сценаріями поставлені фільми «Хвоі гамоняць» (з К. Дзяржавіним, 1929), "Гатэль «Савой» (1930), «У агні народжаная» (1930), «Сонечны паход» (1931), «Новая радзіма» (1935) та ін. У 1935 р. вийшла кіноповість «Шасцідзясятая паралель».